# Hrvatsko novinarsko društvo
Hrvatsko novinarsko društvo (HND) je neovisna udruga profesionalnih novinara sa sjedištem u Zagrebu. Članovi društva su novinari zaposleni u dnevnim i lokalnim novinama, stručnim časopisima, radio stanicama, televiziji.

## Povijest
Utemeljeno je 18. prosinca 1910. godine i jedno je od najstarijih profesionalnih udruženja u Hrvatskoj. Među tridesetak osnivača su Milan Grlović (prvi predsjednik), Antun Gustav Matoš, Marija Jurić Zagorka, Ivan Dobravec Plevnik i drugi. U prvome Upravnom odboru bili su, uz Grlovića, Antun Schlegel (drugi predsjednik, od 1912.), blagajnik Ivan Peršić, tajnik Zvonimir pl. Vukelić te odbornici Milivoj Dežman, Većeslav Wilder i Bude Budisavljević; njihovi zamjenici su bili Ferdinand Pajas i Joso Lakatoš.
Do Prvoga svjetskog rata Hrvatsko novinarsko društvo brinulo se o slobodi izražavanja i novinarstva, često se sukobljavajući s vlastima. Skrbilo se o materijalnom položaju novinara, ratovalo s poslodavcima i pritiskalo vlast da donosi pravedne socijalne zakone.

### Između dva svjetska rata
Rad Društva obustavljen je u početku rata. U listopadu 1917. održana je obnoviteljska skupština. U međuratnom razdoblju predsjednici Društva bili su do 1919. Antun Schlegel, zatim Krešimir Kovačić (1919. – 1923.), Milivoj Dežman (1923.?-1927.ili 1931.), Slavo Jutriša (1931. – 1936.), te Branimir Sokolić (1936. – 1941.).
O okolnostima u novoj državi Marija Jurić je posvjedočila: „Jednom smo govorili o novom poretku i ja rekoh šefu kako sam razočarana jer nigdje ne vidim nikakve promjene, nema očekivane demokracije, svuda isti reakcionarni duh, ista birokracija, kao u Austro-Ugarskoj. On mi odgovori nezaboravne riječi! 'Da, sve je isto, ali mi trebamo one iste ljude koji su se dali plaćati od Austro-Ugarske, ove mi danas trebamo, a ne poštenjake, idealiste, koji misle svojom glavom i osjećaju svojim srcem. plaćenici će poslušati sve što hoćemo, i ono zlo i naopako, a pošteni bi se bunili protiv toga'.“ Godine 1921. Društvo je ukinuto, njegovo članstvo je ustrojeno kao Sekcija Zagreb Jugoslavenskog novinarskog udruženja, ali je očuvana organizacijska i financijska samostalnost. U međuratnom razdoblju Društvo je usredotočeno na socijalne prilika svoga članstva. U tu je svrhu 1930. dovršena Zakladna zgrada Novinarski dom, koju je projektirao Bruno Bauer. U lipnju 1940. Skupština je promijenila ime udruge u Novinarsko društvo Banovine Hrvatske.

### Za Drugoga svjetskog rata
Za vrijeme NDH Društvu se vraća izvorni naziv, ali mu je oduzeta dotadašnja formalnu samostalnost te je društvo uključeno kao dosavez u korporativni Hrvatski saveza slobodnih zvanja. Predsjednici Društva bili su:
- Matija Kovačić (1941.–1942.)
- Ivo Mrakovčić (1942.–1943.)
- Ivo Bogdan (1943.–1945.)

Za vrijeme NDH ubijena su 2 novinara.

### Poslije Drugoga svjetskog rata
Nakon Drugog svjetskog rata 131 novinar izbjegao je pred komunističkom jugoslavenskom vlašću jer su se našli na popisu od 330 novinara koji su pisali za vrijeme Nezavisne Države Hrvatske. Dozvolu komunističkih vlasti za pisanje dobilo je samo njih 27, dok je ubijeno 40 novinara. Stotinu je novinara dobilo doživotnu zabranu pisanja, a 45 ih je moralo promijeniti profesiju.
U svibnju 1945. osnovano je Društvo novinara N.R. Hrvatske doba FNRJ odnosno SFRJ. Ono je bilo organizacijski samostalan dio Saveza novinara Jugoslavije. Od 1954. nosilo je naziv: Društvo novinara Hrvatske. Vlasti su oduzele Novinarski dom, uselivši u nj, među ostalim, i Gradsku knjižnicu u Zagrebu. .) U tom su razdoblju predsjednici Društva bili:
- Ivan Martin Furlan (1948.–1949.)
- Stjepan Šeparović (1949.)
- Branko Priselac (1950.–1951. i 1955.–1956.)
- Frane Barbieri (1951.–1952.)
- Berto Črnja (1952.–1953.)
- Zlatko Sinobad (1953.–1954.)
- Fadil Hadžić (1954.–1955.)
- Đorđe Zelmanović (1956.–1958.)
- Božo Novak (1958.–1962.)
- Drago Bobić (1962.–1964.)
- Milan Beslać (1964.–1967.)
- Drago Auguštin (1967.–1969.)
- Ivan Kocon (1969.–1971.)
- Krešimir Džeba (1971.–1972.)
- Dara Janeković (1972.–1977.)
- Antun Horvat (1977.–1981.)
- Muharem Kulenović (1981.–1982.)
- Ante Živković (1982.–1985.)
- Franjo Kiseljak (1985.–1987.)
- Drago Flego (1987.–1991.).

Za jugokomunističkog režima novinari su (počev od sedamdesetih godina 20. stoljeća) bili kategorizirani kao "društveno-politički radnici". Režim je tada nadzirao elektroničke i tiskovne medije. Zbog toga je patila novinarska struka, jer su se u novinarskim krugovima našli i partijski podobnici koji su, ako im je odgovaralo, lako mogli diskvalificirati i istisnuti kvalitetne novinare. 
Novinari su imali neusporedivo veće izglede biti na vodećim uredničkim i komentatorskim pozicijama ako su bili članovi Saveza komunista s partijskim dužnostima. U nekim je medijima i vremenima to bio i jedan od uvjeta njihovog napredovanja. Bez obzira na to što su neki od novinara pristali raditi za Udbu i KOS, što iz pritisaka, što iz izvorne ideološke sklonosti, netočno bi bilo sav ondašnji novinarski kadar označiti kao beskritične partijske poslušnike i suradnike tajnih služba. I u takvim vremenima hrvatsko je novinarstvo iznjedrilo brojna vrsna pera, članova i nečlanova SKH, čija se komentatorska i urednička razina kvalitetom i neutralnošću mogla nositi s najboljim novinskim imenima slobodnih zapadnih demokracija, a tekstovi im kvalitetom i svevremenošću nikad nisu zastarili. Činjenica se potvrdila u samostalnoj Hrvatskoj. Demokratičnost je u socijalističkoj Jugoslaviji varirala tijekom vremena, pa prema tome i sloboda i cenzura i samocenzura kod novinara. U takvim okolostima djelovalo je i Hrvatsko novinarsko društvo koje se je tada zvalo Društvo novinara Hrvatske. U godinama Titove Jugoslavije kad je izgledalo da će se hrvatsko društvo liberalizirati i da će to biti nova stvarnost, krute partijske konzervativne struje osjetile su se ugroženima. Uslijedila je "sječa Hrvatske u Karađorđevu", gušenje hrvatskog proljeća i dvodesetljetna hrvatska šutnja. Skupina hrvatskih novinara koji su nastradali u partijskim čistkama nakon Hrvatskog proljeća doživotno su brisani iz članstva (Krešimir Džeba, Ante Glibota, Neda Krmpotić, Srećko Freundlich, Božidar Novak, Ivo Bojanić, Ivo Horvat i Vlado Gotovac). Osamostaljenjem Hrvatske hrvatsko je novinarstvo dočekalo slobodu. Ugledna kvalitetna hrvatska novinarska pera, ušutkana u vremenima gušenja hrvatskog proljeća, ponovo su mogla slobodno pisati i hrvatsko je novinarstvo doživjelo procvat. Demokratska Hrvatska svima je omogućila pisanje, pa i onima novinarima iz redova aparatčika jugokomunističke novinarske strukture.

### U samostalnoj Hrvatskoj
Nakon prvih demokratskih izbora 1990. Skupština Društva promijenila je Statut i vratila izvorno ime, a Deklaracijom 1992. proglasila ništavnima odluke Suda časti za novinare koji su iz političkih razloga isključeni iz novinarske organizacije. Od 1992. godine HND je član Međunarodne federacije novinara (IFJ). Društvu je vraćena zgrada Novinarskog doma. U tom su razdoblju predsjednici Društva bili Ante Gavranović (1991. – 1995.), Jagoda Vukušić (1995. – 1999.), Dragutin Lučić (1999. – 2007.), Zdenko Duka (2007. – 2015.) i Saša Leković (od 2015.).
Na poticaj Hrvoja Juvančića 2. svibnja 2015. niz clanova napustio je udrugu i osnovao udrugu Hrvatski novinari i publicisti koja će slijediti stručne, a ne ideološke smjernice u svome djelovanju.
Povod za pokretanje pravne registracije HNiPa bili su izbori ogranka Hrvatskog novinarskog društva na Hrvatskoj TV, na kojima je prema mišljenju sadašnjih članova HNiPa Joze Barišića, Katje Kušec, Siniše Kovačića, Mire Brankovića, Maria Raguža i drugih, došlo do grubih kršenja statuta i brojnih nepravilnosti u izbornoj proceduri.

## Ciljevi društva
- ostvarivanje profesionalnih interesa, etičnosti i slobode javnog izražavanja
- promicanje Ustavom zajamčenih prava javnosti da bude izviještena o svim zbivanjima u društvu, te prava svake osobe na slobodu izražavanja, mišljenja i dostupnost svim javnim glasilima
- čuvanje ugleda i dostojanstva profesije
- zaštita novinara od samovolje izdavača i sprečavanje monopola
- materijalna i socijalna zaštita novinara

## Nagrade i priznanja
HND dodjeljuje ove nagrade i priznanja:
- priznanje Milan Grlović
- nagrada Otokar Keršovani za životno djelo
- HND-ova nagrada Novinar godine
- nagrada Marija Jurić-Zagorka za najzapaženija novinarska ostvarenja
- nagrada Žarko Kaić za snimateljski rad Žarko Kaić
- nagrada Nikša Antonini za fotoreporterski rad

## Vanjske poveznice
- Hrvatsko novinarsko društvo - Službene stranice
- Popis članova[neaktivna poveznica]